# Pennington Raft Victoria
Pennington Raft Victoria war ein früher Personenkraftwagen.

## Beschreibung
Pennington & Baines aus London stellte diese Fahrzeuge zwischen 1898 und 1899 her und vermarktete sie als Pennington. Sie gelten als der Nachfolger des Pennington Autocar. Optisch, aber nicht technisch, ähnelten sie dem Kane-Pennington Victoria von der amerikanischen Racine Motor Vehicle Company.
Im Gegensatz zum Vorgänger hatte das Fahrzeug vier Räder. Ein Einzylindermotor mit 3,5 PS trieb die Fahrzeuge an. Ungewöhnlich waren der Frontantrieb und die Lenkung der Hinterräder. Anfangs wurde die Motorleistung über Seile übertragen und später über Riemen.
Die Karosserie war offen und bot Platz für zwei Personen. Der Neupreis betrug unter 100 Pfund Sterling.
Insgesamt entstanden drei Fahrzeuge.
Hubert W. Egerton, der Erfahrungen mit verschiedenen Fahrzeugen auf längeren Fahrten gesammelt hatte, startete mit einem Raft Victoria in Manchester in Richtung London. Etwa auf halber Strecke, in Nuneaton, gab er auf. Er hatte 72 Zündkerzen verbraucht. Heutzutage beträgt die kürzeste Strecke von Manchester nach Nuneaton rund 140 km.